# 今夜，咲良树下
《今夜，咲良树下》是日本电台bayfm的广播节目，由宮脇咲良担任固定DJ。于2017年4月7日开播，2021年9月30日停播，播出时间为每週四凌晨12点至12点27分。

## 概述
《今夜，咲良树下》是宮脇咲良的第一个广播及第一個冠名贊助节目。该节目的缩写为Saku no Ki。节目以宮脇的哼唱“想让你喜欢副歌”开场，以“下周也是这个时间，我在樱花树下等你！ ” 结束。2022年7月13日及20日，以回歸特輯形式播出。2023年2月2日至23日，為紀念LE SSERAFIM在日本出道限定回歸。

## 节目DJ

### 固定DJ
- 宮脇咲良

### 代班DJ
宫脇在韩国活动期间，因日程原因无法参与收录，部分集数由HKT48及AKB48成员代班。
2018年
- 11月22日・29日：植木南央、田中菜津美

2019年
- 1月17日：本村碧唯、村重杏奈
- 11月21日：向井地美音（AKB48）[5]
- 11月28日：横山由依（AKB48）[6]

## 资料来源